# Artichaut (cheval)
Pour les articles homonymes, voir Artichaut (homonymie).
Artichaut (né le 13 mai 1966) est un étalon alezan du stud-book Selle français, dont l'influence est significative sur les lignées de chevaux de saut d'obstacles françaises.

## Histoire
Artichaut naît le 13 mai 1966, chez M. de Neuville. Il devient par la suite étalon reproducteur public pour les Haras nationaux français.

## Description
Artichaut est un étalon inscrit au stud-book Selle français ; il toise 1,68 m, et porte une robe alezane. Il est réputé pour son bon tempérament, amenant de la sérénité de caractère et de la souplesse.

## Origines
Artichaut est un fils de l'étalon Pierreville, et de la jument Jariose, par le célèbre Pur-sang Furioso,,.

## Descendance et hommages
Il est le père de Muguet du Manoir.